# Ahmed Mohamed Ismail
Ahmed Mohamed Ismail (arab. ‏أحمد محمد إسماعيل‎; ur. 6 czerwca 1964) – somalijski lekkoatleta.
Brał udział w maratonie na Letnich Igrzyskach Olimpijskich 1984, gdzie zajął 47. miejsce. Na kolejnych igrzyskach olimpijskich w 1988 nie ukońcczył biegu maratońskiego.